# Tromatobia lineiger
Tromatobia lineiger là một loài tò vò trong họ Ichneumonidae.